# Schtsche ne wmerla Ukrajina

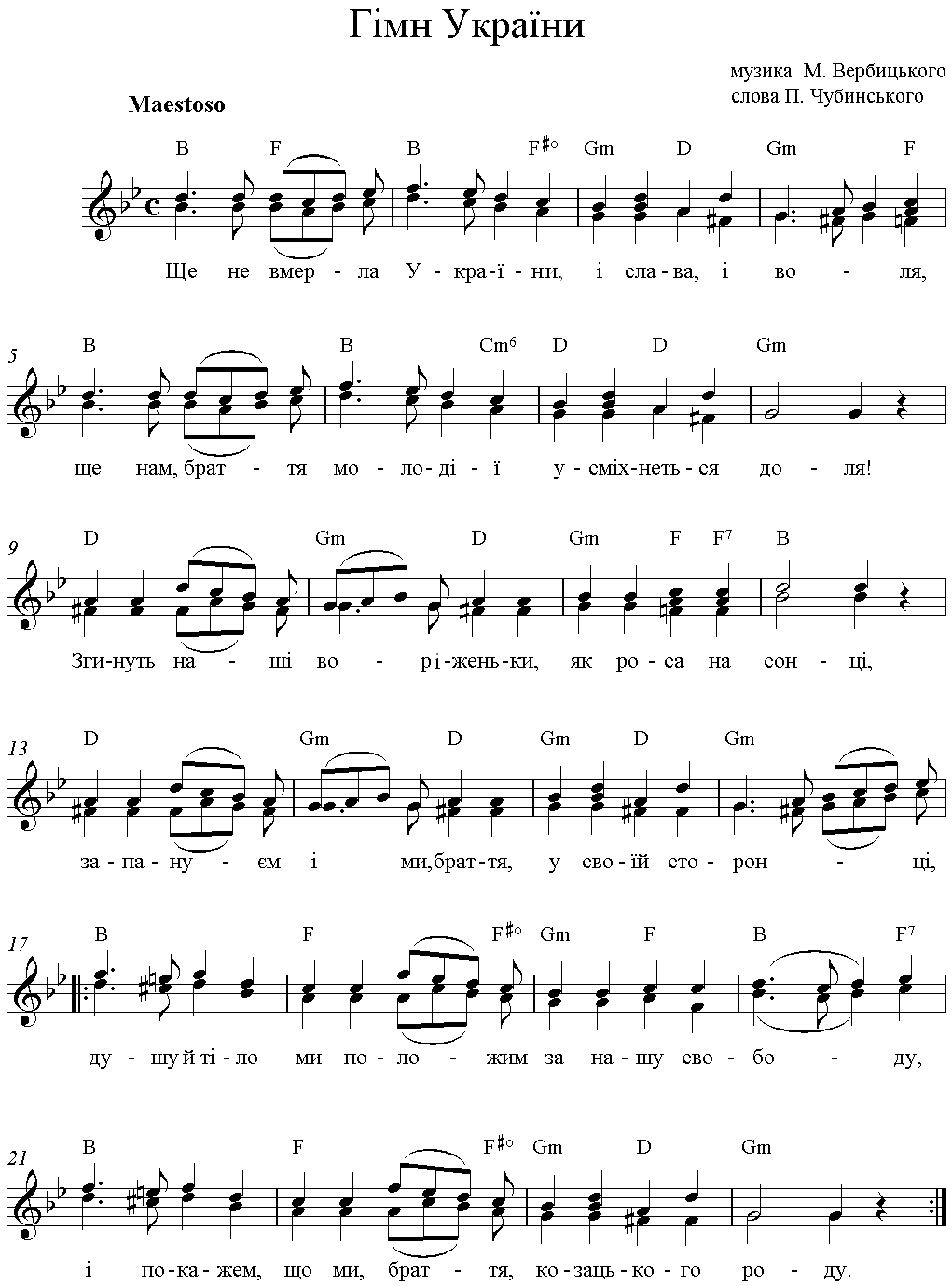
Notenblatt

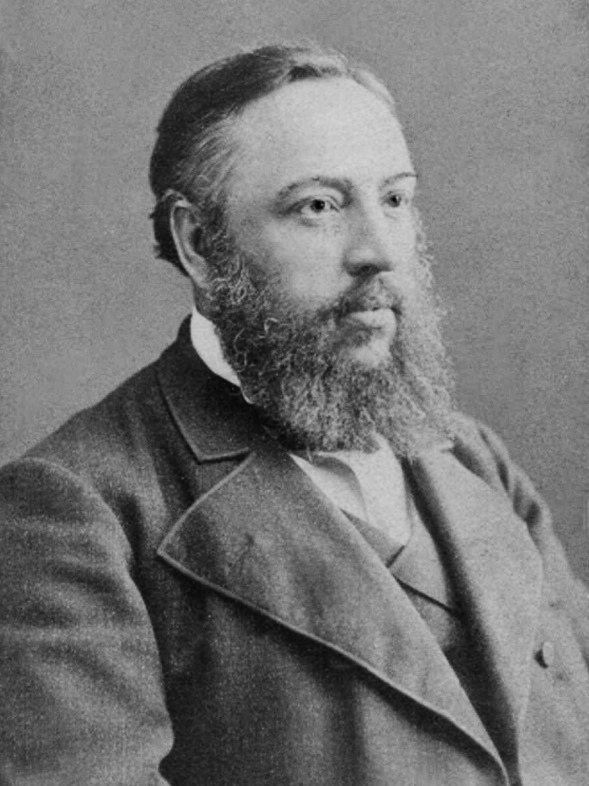
Textdichter Pawlo Tschubynskyj

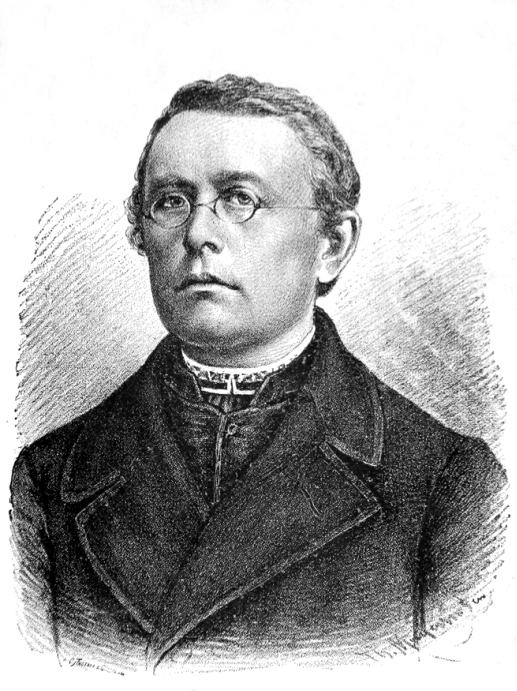
Komponist Mychajlo Werbyzkyj

„Schtsche ne wmerla Ukrajina“ (ukrainisch Ще не вмерла Україна, „Noch ist die Ukraine nicht gestorben“) ist die ukrainische Nationalhymne, deren Text in der aktuellen Fassung mit den Worten Schtsche ne wmerla Ukrajiny ni slawa, ni wolja (Ще не вмерла України ні слава, ні воля „Noch sind der Ukraine Ruhm und Freiheit nicht gestorben“) beginnt.

## Entstehung
Der ukrainische Ethnograph, Folklorist und Dichter Pawlo Tschubynskyj schrieb im Herbst 1862 das patriotische Gedicht „Noch ist die Ukraine nicht gestorben“, dessen Text zur nationalen Hymne wurde, schon lange bevor es die Ukraine als eigenständigen Staat gab. Insbesondere in der ersten Zeile lehnte er sich dabei an „Noch ist Polen nicht verloren“ im Mazurek Dąbrowskiego an – ein Motiv, das auch in der panslawischen Hymne („noch lebt unsere slawische Sprache“) aufgegriffen worden war. Hintergrund ist die slawische Wiedergeburtsbewegung der unter russischer, österreichischer und osmanischer Fremdherrschaft befindlichen Slawen. (1862 gab es von den heute 13 unabhängigen slawischen Staaten nur das riesige Zarenreich.)
Das Gedicht fand sowohl in ukrainophilen Gruppierungen als auch in Volkskreisen schnell Verbreitung. Ein Anzeichen hierfür war, dass schon am 20. November der Gendarmeriechef Dolgorukow anordnete, Tschubynskyj „wegen seines schädlichen Einflusses auf die Gedanken des Volkes“ unter Polizeiaufsicht in das Gouvernement Archangelsk umzusiedeln.
1863 wurde das Gedicht erstmals in der Lemberger Zeitschrift Мета („Ziel“, Ausgabe Nr. 4) veröffentlicht. Mit zunehmender Verbreitung im Westen der Ukraine zog der patriotische Text auch die Aufmerksamkeit kirchlicher Würdenträger auf sich. Einer von ihnen, der katholische Priester Mychajlo Werbyzkyj, auch ein bekannter Komponist seiner Zeit, war so begeistert, dass er die Musik dazu komponierte, zunächst für Singstimme, später mit Orchesterbegleitung.  „Noch ist die Ukraine nicht gestorben“ wurde am 10. März 1865 als Abschlusslied des ersten Schewtschenko-Konzerts in den westlichen Regionen der Ukraine in Przemyśl uraufgeführt.
1917 sang man die Hymne als staatliche Hymne der jungen ukrainischen Volksrepublik; während der kurzen Zeit der Unabhängigkeit zwischen 1917 und 1920 wurde sie jedoch nicht offiziell als Staatshymne festgelegt; es gab mehrere Stücke, die als Nationalhymnen dienten.
Nach dem Zerfall der Sowjetunion und der Gründung einer unabhängigen Ukraine 1991 wurde die Musik Werbyzkyjs als Hymne in Artikel 20 der Verfassung festgeschrieben, die Entscheidung über den zu singenden Wortlaut jedoch dem Gesetzgeber überlassen. Auch der pessimistische Grundton der Hymne trug vermutlich dazu bei, dass erst am 6. März 2003 das von Präsident Leonid Kutschma eingebrachte Gesetz „Über die Nationalhymne der Ukraine“ in der Werchowna Rada verabschiedet wurde. Hierin wurden die erste Strophe und der Refrain des Gedichtes von Tschubynskyj in leicht variierter Form als Hymnentext bestimmt. Die erste Strophe enthielt ursprünglich die Worte „Noch ist die Ukraine nicht gestorben, weder Ruhm noch Freiheit“; durch Änderung eines einzigen Buchstabens, der grammatischen Endung des Wortes „Ukraine“, heißt es jetzt: „Noch sind der Ukraine Ruhm und Freiheit nicht gestorben“. Außerdem wurde in der zweiten Zeile der Begriff „ukrainische Brüder“ in „junge Brüder“ geändert, wohl in Anerkennung der Tatsache, dass in der Ukraine nicht nur Menschen ukrainischer Nationalität leben. Gleichzeitig verstärkt der Begriff die starke Verbundenheit mit der kosakischen Vergangenheit, dem Mythos des starken, brüderlichen Zusammenlebens im Kosakenstaat.
Seit 2021 ist der 10. März der Tag der Nationalhymne in der Ukraine.

## Hymnentext
| Ukrainisch: Ще не вмерла України і слава, і воля, Ще нам, браття молодії, усміхнеться доля. Згинуть наші воріженьки, як роса на сонці. Запануєм і ми, браття, у своїй сторонці. \|:Душу й тіло ми положим за нашу свободу, І покажем, що ми, браття, козацького роду.:\| Станем, браття, в бій кровавий від Сяну до Дону В ріднім краю панувати не дамо нікому; Чорне море ще всміхнеться, дід Дніпро зрадіє, Ще у нашій Україні доленька наспіє. \|:Душу й тіло ми положим за нашу свободу, І покажем, що ми, браття, козацького роду.:\| А завзяття, праця щира свого ще докаже, Ще ся волі в Україні піснь гучна розляже, За Карпати відоб'ється, згомонить степами, України слава стане поміж народами. \|:Душу й тіло ми положим за нашу свободу. І покажем, що ми, браття, козацького роду.:\| |  | Transkription: Schtsche ne wmerla Ukrajiny i slawa, i wolja, Schtsche nam, brattja molodij, usmichnetsja dolja. Shynut’ naschi worischenky, jak rossa na sonzi. Sapanujem i my, brattja, u swojij storonzi. \|:Duschu ji tilo my poloschym sa naschu swobodu, I pokaschem, schtscho my, brattja, kosazkoho rodu.:\| Stanem, brattja, w bij krowawyj wid Sjanu do Donu W ridnim kraju panuwaty ne damo nikomu; Tschorne more schtsche wsmichnetsja, did Dnipro sradije, Schtsche u naschij Ukrajini dolenka naspije. \|:Duschu ji tilo my poloschym sa naschu swobodu, I pokaschem, schtscho my, brattja, kosazkoho rodu.:\| A sawsjattja, prazja schtschyra swoho schtsche dokasche, Schtsche sja woli w Ukrajini pisn hutschna rosljasche, Sa Karpaty widob’jetsja, shomonyt stepamy, Ukrajiny slawa stane pomisch narodamy. \|:Duschu ji tilo my poloschym sa naschu swobodu, I pokaschem, schtscho my, brattja, kosazkoho rodu.:\| | Deutsch: Ruhm und Wille der Ukraine sind noch nicht tot, das Schicksal wird uns zulächeln, junge Brüder; unsere Feinde werden wie Tau in der Sonne zugrunde gehen, wir, Brüder, werden im eigenen Lande herrschen. \|:Seele und Leib werden wir für unsere Freiheit opfern, und wir werden zeigen, Brüder, dass wir zum Kosakengeschlecht gehören.:\| Brüder, stehen wir auf für eine blutige Schlacht vom San bis zum Don, wir werden niemandem erlauben, in unserem Heimatland zu herrschen; das Schwarze Meer wird immer noch lächeln und Großvater Dnipro sich freuen, unserer Ukraine wird das Schicksal wieder gnädig sein. \|:Seele und Leib werden wir für unsere Freiheit opfern, und wir werden zeigen, Brüder, dass wir zum Kosakengeschlecht gehören.:\| Beharrlichkeit und harte Arbeit werden sich bewähren, das Lied der Freiheit wird durch die Ukraine klingen; das Echo wird von den Karpaten widerhallen und durch die Steppen donnern, der Ruhm der Ukraine wird sich unter den Völkern verbreiten. \|:Seele und Leib werden wir für unsere Freiheit opfern, und wir werden zeigen, Brüder, dass wir zum Kosakengeschlecht gehören.:\| |